# Carmen Salinas Alfonso de Villagómez
Carmen Salinas Alfonso de Villagómez  (España nd. Río Martín Marruecos, 8 de diciembre de 1915 - Madrid, 16 de febrero de 2012) fue una jurista española. 

## Biografía
Era la quinta de una familia de siete hermanos. Su madre se llamaba Concha Alfonso de Villagomez Núñez y su padre, Joaquín Salinas Romero. Estudió Derecho y se colegió en el año 1951.
En 1951, asistió en representación de España, a la celebración del Año Internacional de la Mujer, porque era letrada de la Secretaría General del Movimiento y jefa de los Servicios Jurídicos de la Delegación Nacional de la Sección Femenina. En 1955, en el Congreso de Trabajadores presentó una ponencia junto con Carmen Isasi y Mónica Plaza, en la que tomando como base el servicio doméstico, que era la actividad laboral más frecuente en aquel momento entre las mujeres, presentaban una tabla reivindicativa en la que se reclamaba mejores condiciones para las mujeres, mayor salario, seguro de enfermedad e invalidez, jubilación. Creándose el Montepío Nacional del Servicio Doméstico en 1957. En1963 en la Revista de Trabajo, manifiesta:
Nos encontramos con que la mayoría de las reglamentaciones laborales que se van dictando establecen una discriminación básica entre el trabajo de hombres y de mujeres, pero no en el sentido de marcar para la mujer unos trabajos más adecuados a sus naturaleza y constitución, sino discriminado, un salario inferior en una misma jornada de trabajo y en una misma actividad, estableciendo la excedencia forzosa por razón de matrimonio en muchas reglamentaciones, etc.
En 1973, se creó una Sección Especial dentro de la Comisión General de Codificación. Se trataba de un hito en la historia de dicho organismo, que se creó con la finalidad de estudiar las incidencias que los cambios sociales pudiesen haber producido en el derecho de Familia. Salinas fue una de las vocales permanentes a esa sección, junto con Concepción Sierra Ordóñez,  Belén Landáburu y María Telo Núñez, que realizaron trabajos que quedaron plasmados en la Ley 14/75 de 2 de mayo de 1975 que devolvió a la mujer su capacidad plena de obrar al eliminar la obediencia al marido, la licencia marital y todas las discriminaciones por razón de sexo, excepto la patria potestad conjunta y la administración conjunta de los bienes gananciales. Pero por desacuerdos, hubo que esperar hasta 1981 para que se modificara el Código civil en materia de filiación, patria potestad y régimen económico del matrimonio para poder compartir todo y que, por vez primera, se valoraran las tareas domésticas que hacían las mujeres en exclusiva.
Jugadora de Bridge de primera categoría formó parte de la selección española en varios campeonatos internacionales. En el año 1975 formaba parte de la federación de bridge.